# Albert Posiadała
Albert Posiadała, né le 25 février 2003 à Siedlce en Pologne, est un footballeur polonais qui évolue au poste de gardien de but au Molde FK.

## Biographie

### Débuts en Pologne
Né à Siedlce en Pologne, Albert Posiadała est formé par le club local du Pogoń Siedlce. En octobre 2019 il signe un nouveau contrat avec son club formateur, d'une durée de trois ans. Il rejoint le Świt NDM lors de l'été 2021.
Albert Posiadała est recruté par le Radomiak Radom en mars 2022 mais termine la saison en prêt au Świt NDM. Arrivé au Radomiak Radom lors de l'été 2022, il est prêté le 30 juillet 2022 au Wisła Puławy (en). De retour en janvier 2023 il obtient dans un premier temps un rôle de doublure, derrière le titulaire Gabriel Kobylak (en). Avec cette équipe il découvre la première division polonaise, jouant son premier match le 27 mai 2023, en étant titularisé contre le Pogoń Szczecin. Son équipe est battue par quatre buts à zéro ce jour-là.
Posiadała devient titulaire lors de la saison 2023-2024, prenant la place de Filip Majchrowicz qui l'avait commencée en tant que numéro un dans les buts du Radomiak. Posiadała, auteur de prestations solides, intéresse alors plusieurs clubs comme le Legia Varsovie, qui fait une offre pour le joueur en janvier 2024.

### Molde FK
Le 1er février 2024, Albert Posiadała rejoint la Norvège pour s'engager en faveur du Molde FK. Le gardien de 20 ans signe pour un contrat de quatre ans, soit jusqu'en décembre 2027,.
Il joue son premier match pour Molde lors d'une rencontre de coupe de Norvège face au Eide og Omegn FK (en) où il est titularisé. Son équipe s'impose par cinq buts à zéro ce jour-là,.